# Trachelas anomalus
Trachelas anomalus is een spinnensoort uit de familie van de Trachelidae.
De wetenschappelijke naam van de soort werd in 1874 als Clubiona anomala gepubliceerd door Władysław Taczanowski.